# Плямиста котяча акула вузькохвоста
Плямиста котяча акула вузькохвоста (Schroederichthys maculatus) — акула з роду Плямиста котяча акула родини Котячі акули. Інша назва «карибська плямиста котяча акула».

## Опис
Загальна довжина досягає 35 см. Голова невелика. Морда широко закруглена. очі відносно великі, овальні, горизонтальної форми, з мигальною перетинкою. Ніздрі невеличкі. Носові клапани широкі, трикутної форми. Рот широкий. Зуби дрібні, з багатьма верхівками. У неї 5 пар зябрових щілин. Тулуб дуже тонкий, стрункий. Грудні плавці великі, широкі. Має 2 спинних плавця однакового розміру. Передній спинний плавець розташовано позаду черевних плавців, задній — позаду анального. Черевні плавці широкі та низькі. Анальний плавець низький. Хвостовий плавець невеличкий, вузький. Звідси походить назва цієї акули. Хвостове стебло тонке і витягнуте.
Забарвлення сіро-коричневе. Уздовж спини (від голови до хвоста) присутні 6—9 темних сідлоподібних плям. У дорослих особин плями менш контрастні. На спині та боках довільно розкидані білі плямочки.

## Спосіб життя
Тримається на глибинах від 190 до 410 м. Воліє до ділянок ґрунту з білим вапняком. Доволі повільна акула. Полює біля дна, є бентофагом. Живиться дрібними головоногими молюсками, невеличкою костистою рибою, а також ракоподібними і водоростями (лише дорослі акули).
Статева зрілість у самців настає при розмірах 28—33 см, самиці — 34—35 см. Це яйцекладні акули. Самиця відкладає 2 яйця у вигляді капсул з вусиками, якими чіпляється до ґрунту, каміння або водоростей.

## Розповсюдження
Мешкає в акваторії Гондурасу, Нікарагуа, Колумбії. Невелика група зустрічається між Гондурасом і Ямайкою.